# Georg Krüger
Carl Georg Krüger, född 1847, död 29 oktober 1894 i Vadstena, var en svensk arkitekt.

## Biografi
Georg Krüger var son till den tyskfödde arkitekten och byggmästaren August Krüger som i slutet av 1840 slagit sig ned i Göteborg.
Han drev verksamhet tillsammans med arkitekten Wilhelm Franck från 1883-1885 . År 1891 blev han tillsammans med brodern Ernst Krüger delägare i faderns arkitektfirma under namnet A. Krüger & Son.
Mest känd är han nog för ritningarna till Valandhuset, vars bygge påbörjades 1884. Krüger undervisade parallellt i konstindustriell fackritning vid Slöjdföreningens skola. 
Han drabbades senare av sinnessjukdom och dog då han vårdades i Vadstena.

## Verk i urval
- Valandhuset, Vasagatan, Göteborg, 1884
- Göteborgs enskilda bank, Västra Hamngatan 1, Göteborg, 1886-1889 (efter vinst i pristävlan).
- Hasseln 2, två vånings privatbostad för ingenjör G E Odéen, Skolgatan 9, Jönköping 1887.
- Bostadshus, Erik Dahlbergsgatan 9 Göteborg, 1887
- Nya gasverket, Göteborg, 1888
- Brandstation, Nordhemsgatan 28, Göteborg, 1890 (idag Saluhallen Briggen)
- Aktiebolaget Prytz & Wienckens fabrik, 3:e Långgatan, Göteborg, 1890

## Bilder

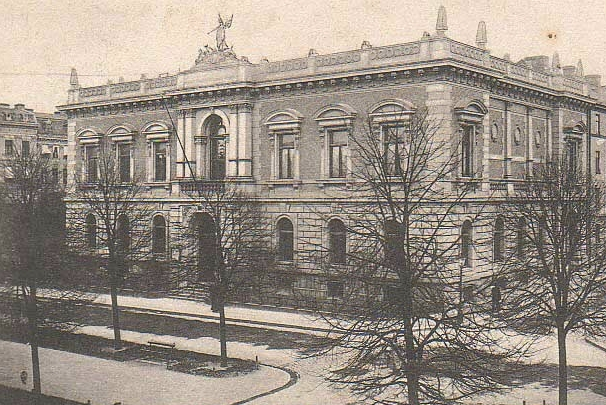
Valandhuset
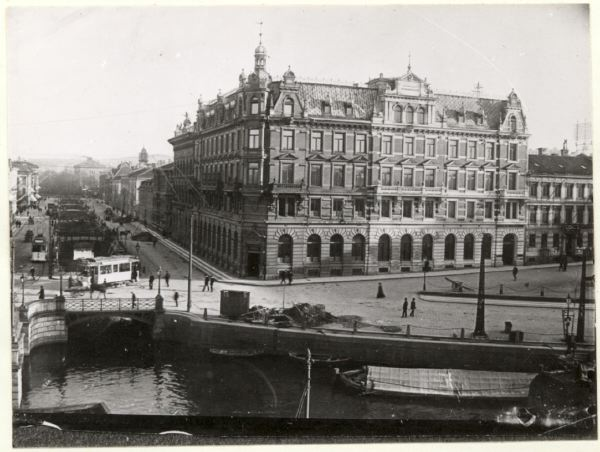
Göteborgs enskilda bank
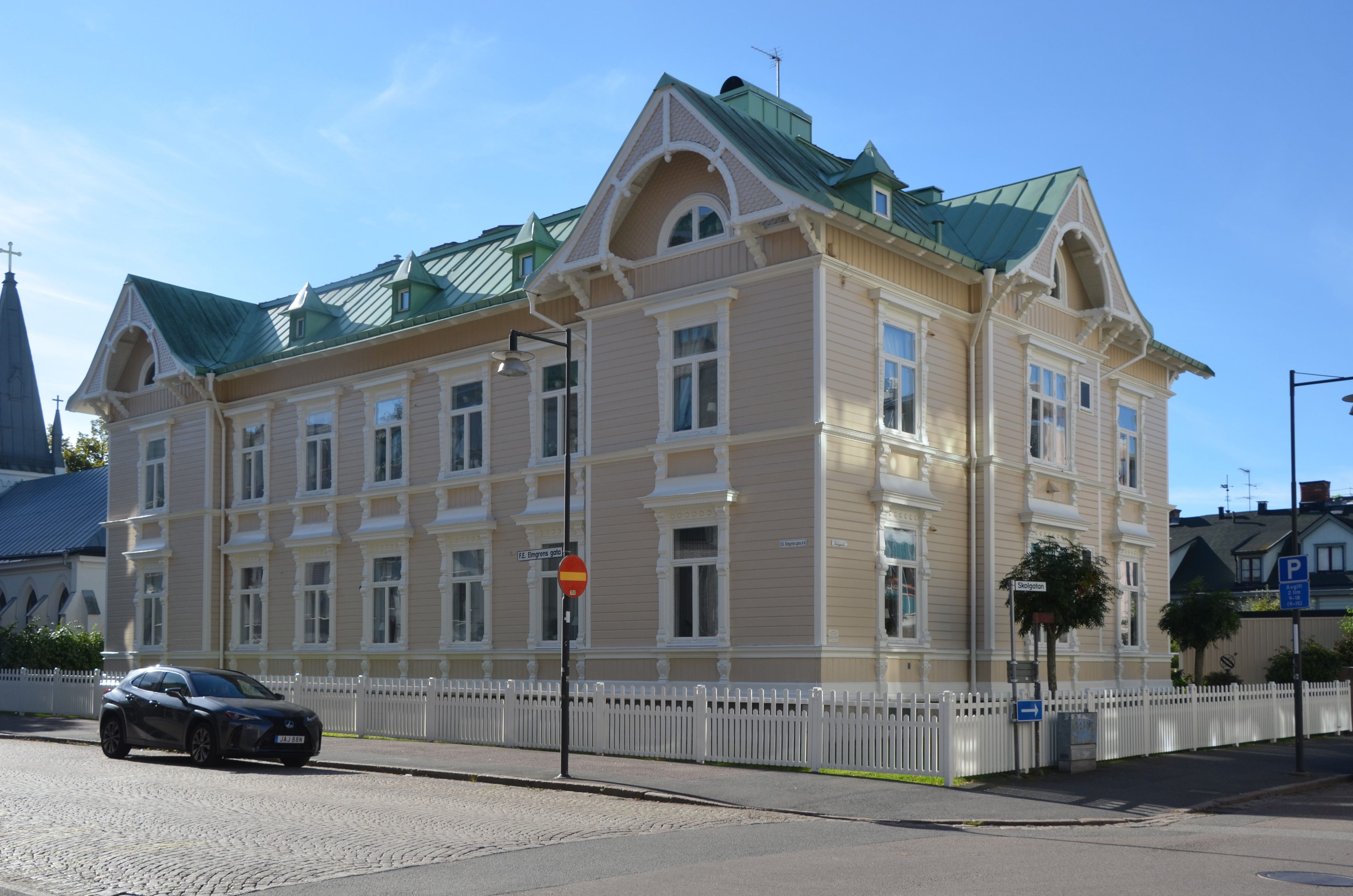
Hasseln 2, Skolgatan 9 i Jönköping, 1887
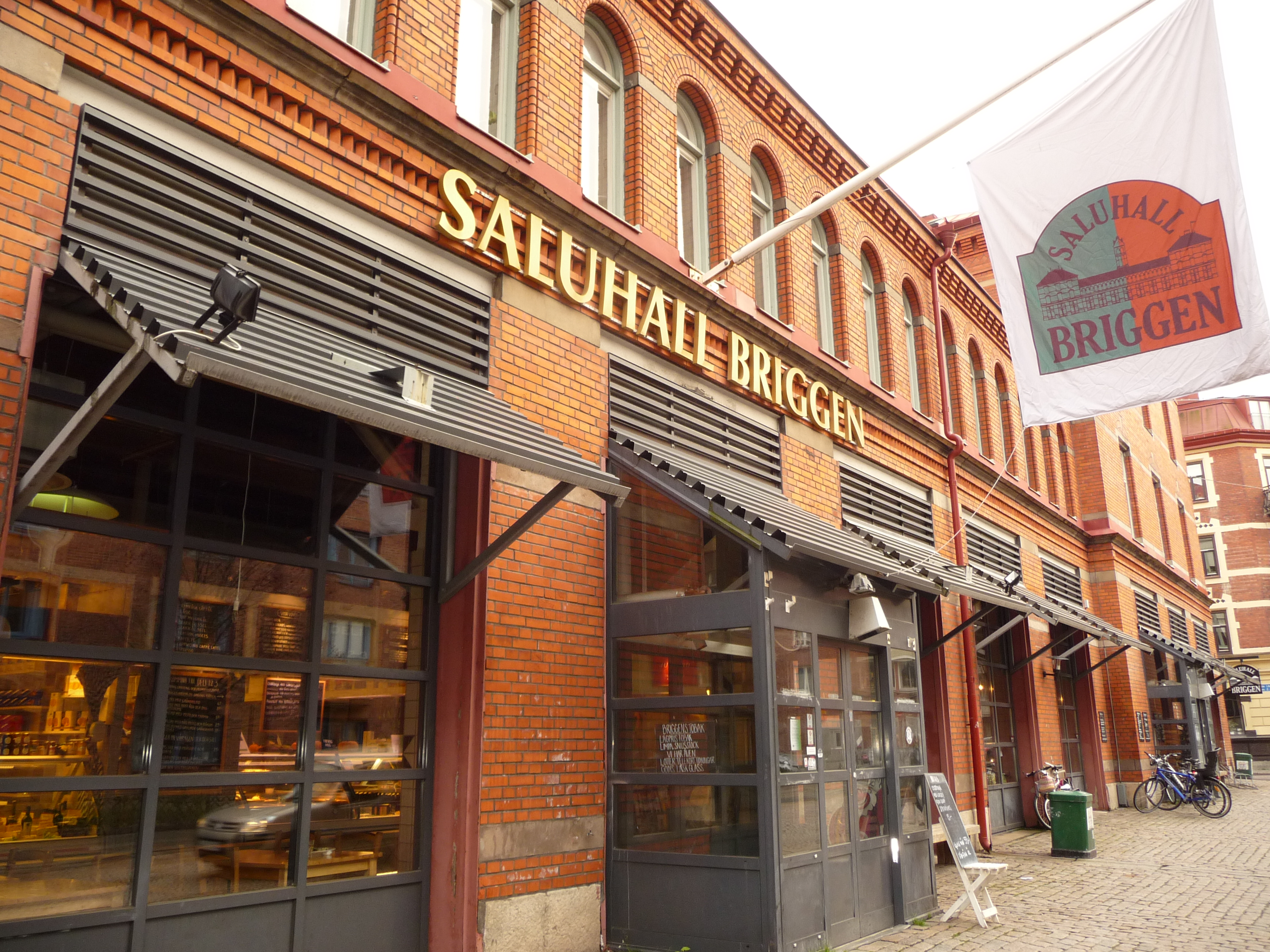
f.d. Brandstation, Nordhemsgatan 28